# Adam Deadmarsh
Adam Richard Deadmarsh (ur. 10 maja 1975 w Trail) – kanadyjsko-amerykański zawodowy hokeista na lodzie. W trakcie kariery w NHL występował w Quebec Nordiques, Colorado Avalanche i Los Angeles Kings. Później pracował w Avalanche jako trener ds. rozwoju i analizy wideo. 16 czerwca 2011 został asystentem trenera. Po sezonie 2011-12 zrezygnował z posady z powodu powikłań po wstrząśnieniu mózgu, które również zmusiły go do zakończenia kariery zawodowej 9 lat wcześniej.

## Kariera
Deadmarsh został wybrany z 14 numerem w drafcie w 1993 roku przez Quebec Nordiques, przenosząc się z Portland Winterhawks z Western Hockey League. Był członkiem drużyny Avalanche, która wygrała Puchar Stanleya w 1996. Jak się później okazało, jego nazwisko zostało błędnie wygrawerowane na pucharze ("Deadmarch"). Nie był to pierwszy przypadek błędnie wygrawerowanego nazwiska zawodnika na najważniejszym trofeum ligi, natomiast po raz pierwszy literówka na nim została poprawiona. 21 lutego 2001 Deadmarsh wraz z Aaronem Millerem i Jaredem Aulinem oraz prawem wyboru w 1 rundzie draftu w 2001 roku zostali oddani Los Angeles Kings. Do Quebec Nordiques przenieśli się Rob Blake i Steven Reinprecht.
W 2001 roku Deadmarsh został bohaterem Królów z Los Angeles pokonując wysoce faworyzowanych Detroit Red Wings w pierwszej rundzie play-off, przegrywając 3–0 po 2 tercjach (Kings przegrywali również w całej serii 2–1). Los Angeles Kings przegrali w półfinale konferencji zachodniej z byłą drużyną Deadmarsha, Colorado Avalanche. Seria była wyrównana, do wyłonienia finalisty konieczne było rozegranie 7 meczów. Jak się później okazało, Kings przegrali z przyszłym zdobywcą Pucharu Stanleya.
Matka Adama Deadmarsha była obywatelką USA, w związku z czym Deadmarsh mógł reprezentować USA w Pucharze Świata w 1996, na Zimowych Igrzyskach Olimpijskich w 1998 i 2002, zdobywając złoty medal w 1996 i srebrny medal w 2002 roku.
Po tym, jak opuścił większą część sezonu 2002-03 i cały 2003-04 z powodu dwóch wstrząśnień mózgu (a w kolejnym sezonie z powodu lokautu w NHL), Deadmarsh poinformował o zakończeniu profesjonalnej kariery 22 września 2005, uzasadniając swoją decyzję wcześniejszymi kontuzjami i niemożnością dalszego uprawiania sportu. Został uhonorowany 20 marca 2006, przed meczem pomiędzy Avalanche i Kings w Staples Center, za zasługi dla obu klubów.
Wcześniej grał w rozgrywkach juniorskich w Portland Winter Hawks w WHL i był trzykrotnie powołany do juniorskiej reprezentacji USA, w której dzieli rekord 21 rozegranych meczów na mistrzostwach świata juniorów.
Adam jest dalszym kuzynem byłego gracza NHL Butcha Deadmarsha.

## Osiągnięcia
- Puchar Stanleya w sezonie 1995-96
- Złoty medal w Pucharze Świata w hokeju na lodzie 1996
- Srebrny medal na Zimowych Igrzyskach Olimpijskich 2002

## Statystyki

### Sezon zasadniczy i play-off
| 1991–92   | Portland Winter Hawks | WHL       | 68  | 30  | 30  | 60  | 111 | 6   | 3  | 3  | 6  | 13  |
| 1992–93   | Portland Winter Hawks | WHL       | 58  | 33  | 36  | 69  | 126 | 16  | 7  | 8  | 15 | 29  |
| 1993–94   | Portland Winter Hawks | WHL       | 65  | 43  | 56  | 99  | 212 | 10  | 9  | 8  | 17 | 33  |
| 1994–95   | Portland Winter Hawks | WHL       | 29  | 28  | 20  | 48  | 129 | —   | —  | —  | —  | —   |
| 1994–95   | Quebec Nordiques      | NHL       | 48  | 9   | 8   | 17  | 56  | 6   | 0  | 1  | 1  | 0   |
| 1995–96   | Colorado Avalanche    | NHL       | 78  | 21  | 27  | 48  | 142 | 22  | 5  | 12 | 17 | 25  |
| 1996–97   | Colorado Avalanche    | NHL       | 78  | 33  | 27  | 60  | 136 | 17  | 3  | 6  | 9  | 24  |
| 1997–98   | Colorado Avalanche    | NHL       | 73  | 22  | 21  | 43  | 125 | 7   | 2  | 0  | 2  | 4   |
| 1998–99   | Colorado Avalanche    | NHL       | 66  | 22  | 27  | 49  | 99  | 19  | 8  | 4  | 12 | 20  |
| 1999–00   | Colorado Avalanche    | NHL       | 71  | 18  | 27  | 45  | 106 | 17  | 4  | 11 | 15 | 21  |
| 2000–01   | Colorado Avalanche    | NHL       | 39  | 13  | 13  | 26  | 59  | —   | —  | —  | —  | —   |
| 2000–01   | Los Angeles Kings     | NHL       | 18  | 4   | 2   | 6   | 4   | 13  | 3  | 3  | 6  | 4   |
| 2001–02   | Los Angeles Kings     | NHL       | 76  | 29  | 33  | 62  | 71  | 4   | 1  | 3  | 4  | 2   |
| 2002–03   | Los Angeles Kings     | NHL       | 20  | 13  | 4   | 17  | 21  | —   | —  | —  | —  | —   |
| NHL razem | NHL razem             | NHL razem | 567 | 184 | 189 | 373 | 819 | 105 | 26 | 40 | 66 | 100 |

### Międzynarodowe
| Rok              | Drużyna           | Turniej          | Wynik            | M  | G | A | Pkt | Kary |
| ---------------- | ----------------- | ---------------- | ---------------- | -- | - | - | --- | ---- |
| 1993             | Stany Zjednoczone | MŚJ              | 4                | 7  | 0 | 0 | 0   | 10   |
| 1994             | Stany Zjednoczone | MŚJ              | 6                | 7  | 0 | 0 | 0   | 8    |
| 1995             | Stany Zjednoczone | MŚJ              | 5                | 7  | 6 | 4 | 10  | 10   |
| 1996             | Stany Zjednoczone | MŚ               | 1st              | 7  | 2 | 2 | 4   | 8    |
| 1998             | Stany Zjednoczone | IO               | 6                | 4  | 1 | 0 | 1   | 2    |
| 2002             | Stany Zjednoczone | IO               | 2nd              | 6  | 1 | 1 | 2   | 2    |
| Juniorskie razem | Juniorskie razem  | Juniorskie razem | Juniorskie razem | 21 | 6 | 4 | 10  | 28   |
| Seniorskie razem | Seniorskie razem  | Seniorskie razem | Seniorskie razem | 17 | 4 | 3 | 7   | 12   |